# إيفرتون سيلفا
إيفرتون سيلفا (بالبرتغالية: Everton Modesto Silva‏) هو لاعب كرة قدم برازيلي في مركز ظهير ‏، ولد في 4 أغسطس 1988 في ساو جواو دي ميريتي في البرازيل. لعب مع أتلتيكو غويانيينسي وريد بول برازيل ونادي أفاي لكرة القدم ونادي أيه بي سي ونادي بونتي بريتا ونادي سي آر بي ونادي شابيكوينسي ونادي فريبورغنزيه الرياضي ونادي فلامنغو.

## وصلات خارجية
- إيفرتون سيلفا على موقع قاعدة بيانات كرة القدم.إي يو (الإنجليزية)
- إيفرتون سيلفا على موقع Soccerway.com (الإنجليزية)
- إيفرتون سيلفا على موقع عالم كرة القدم.نت (الإنجليزية)